# Geremia Bettini
Geremia Bettini (Cameri, 20 luglio 1821 – Novara, 24 aprile 1865) è stato un tenore italiano.

## Biografia
Si affermò fin da subito nei principali teatri italiani e riscosse successo all'estero, in particolare a Vienna, San Pietroburgo, Madrid, Parigi e in America. Dopo essersi ingraziato le lodi della regina di Spagna, si esibì nella stagione autunnale al Teatro comunale di Bologna nel Vittor Pisani di Achille Peri, nonché al Teatro Apollo di Roma e alla Pergola di Firenze. Lo si ritrova infine in Giuditta alla Fiera di Reggio, sempre diretto da Achille Peri.